# Sokołówka (Krzyżówki)
Sokołówka – część wsi Krzyżówki w Polsce, położona w województwie wielkopolskim, w powiecie kaliskim, w gminie Koźminek. Wchodzi w skład sołectwa Krzyżówki.
W latach 1975–1998 Sokołówka administracyjnie należała do województwa kaliskiego.